# Funhalouro (distrito)

Localização do distrito de Funhalouro em Moçambique

O distrito de Funhalouro está situado na parte central da província de Inhambane, em Moçambique. A sua sede é a vila de Funhalouro.
Tem limites geográficos, a nordeste com o distrito de Inhassoro, a leste com os distritos de Massinga, Morrumbene e Homoíne, a sul com o distrito de Panda, a oeste é limitado pelo distrito de Chigubo da província de Gaza e a noroeste e norte pelo distrito de Mabote.

## Geografia
O distrito de Funhalouro tem uma superfície de 15 678 km², sendo o relevo uma planície com menos de 200m de altitude. O solo é de natureza arenosa, de dunas interiores provenientes de rochas calcárias, caracterizados por uma baixa fertilidade, o que constitui um obstáculo à agricultura mas que permite o deselvolvimento de uma floresta aberta.

## História
O topónimo Funharouro é resultado do aportuguesamento do termo Fonhololo. A área do distrito pertenceram até 1943 à circunscrição de Vilankulo. Nesse ano foi criada a circunscrição de Massinga, do qual Funhalouro se tornou um posto administrativo. 
Com o início da transição para a independência, as circunscrições foram transformadas em concelhos pelo Decreto nº 59/74 de 27 de Julho e finalmente através do Decreto-lei nº 6/75 de 18 de Janeiro os concelhos passam a denominar-se distritos, sendo que os postos administrativos foram extintos e renomeados como localidades, pelo que Funhalouro passou a ser uma localidade do distrito de Massinga. A reforma administrativa de 1986 reintroduziu o escalão de posto administrativo e criou novos distritos, entre os quais o de Funhalouro.

## Demografia
De acordo com os resultados finais do Censo de 2017, o distrito tem 44 140 habitantes, tendo como resultado uma densidade populacional de 2,8 habitantes/km² e correspondendo a um aumento de 10,5% em relação aos 39 948 habitantes recenseados em 2007.
| 1997   | 2007   | 2017   |
| 30 321 | 39 948 | 44 140 |

## Divisão Administrativa
O distrito está dividido em dois postos administrativos: Funhalouro e Tome, compostos pelas seguintes localidades:
- Posto Administrativo de Funhalouro:
  - Manhiça
  - Mavume
  - Mucuíne
- Posto Administrativo de Tome:
  - Tome
  - Tsenane

A vila sede de Funhalouro pertence administrativamente à localidade de Mucuíne.